# Maxillaria cuneiformis
Maxillaria cuneiformis är en orkidéart som beskrevs av Hipólito Ruiz López och Pav.. Maxillaria cuneiformis ingår i släktet Maxillaria och familjen orkidéer. Inga underarter finns listade i Catalogue of Life.